# 蒙齊爾
蒙齊爾（Al-Mundhir，阿拉伯语：‎，842年—888年）是一位哥多華埃米爾，穆罕默德一世的長子，886年至888年在位。
蒙齊爾在父親穆罕默德一世在位時就帶兵作戰，對抗阿斯圖里亞斯國王奧多尼奧一世、阿方索三世的軍隊。886年他即位為埃米爾，但在位兩年後就去世，可能是被弟弟阿卜杜拉謀殺。之後阿卜杜拉成為繼任者。